# Parafia Matki Bożej Królowej Polski w Krakowie (Bieńczyce)
Parafia Matki Bożej Królowej Polski w Krakowie – parafia rzymskokatolicka należąca do dekanatu Kraków-Bieńczyce archidiecezji krakowskiej w Bieńczycach przy ulicy Obrońców Krzyża.

## Historia parafii
W dniu 15 czerwca 1952, ks. abp Eugeniusz Baziak erygował parafię Najświętszego Serca Pana Jezusa w Bieńczycach. Parafia liczyła wtedy 3000 mieszkańców. Pierwszym proboszczem – administratorem został ks. Stanisław Kościelny.
Od samego początku istnienia nowej parafii rozpoczęto starania o pozwolenie na budowę kościoła w Nowej Hucie. Wszystko pozostawało bez odzewu, albo władze państwowe dawały odpowiedź, że w Nowej Hucie kościoła nie będzie.
W dniu 17 marca 1957 roku ks. Abp Eugeniusz Baziak poświęcił plac pod budowę kościoła i ustawiono tam krzyż na znak, że powstanie w tym miejscu kościół. Nowa Huta liczyła wtedy 80 000 osób. W dniu 10 czerwca 1959 roku cofnięto pozwolenie, zabrano z konta bankowego pieniądze na kościół oraz materiały budowlane i miejsce, gdzie miał stanąć kościół, zaczęto przygotowywać do budowy szkoły w ramach akcji "1000 szkół na 1000 lecie'. W dniu 27 kwietnia 1960 roku na miejsce przyjechali robotnicy celem usunięcia krzyża. Wybuchły walki o krzyż, którego ostatecznie nie zabrano.
W październiku 1965 roku parafia otrzymała lokalizację pod kościół w miejsce dotychczasowej kaplicy, którą postanowiono wznieść jako wotum na 1000 lecie chrztu Polski i nowemu kościołowi i parafii nadano za Patronkę Maryję Królową Polski. Papież Paweł VI ofiarował dla nowego kościoła kamień węgielny z bazyliki Konstantyna Wielkiego z czwartego wieku i dość sporą sumę pieniędzy. 14 października 1967 roku ks. abp Karol Wojtyła wykopał pierwsze grudy ziemi pod nowy kościół w Nowej Hucie. Budowa trwała 10 lat.
15 maja 1977 ks. kard. Karol Wojtyła konsekrował kościół pod wezwaniem Matki Bożej Królowej Polski.

## Zasięg parafii
Ulice: os. Albertyńskie nr 13, 14, 15, os. Bieńczyce, os. Jagiellońskie, os. Niepodległości, os. Przy Arce, os. Kazimierzowskie, os. Złotej Jesieni – hotele, ul. Cienista, Fatimska, Kaczeńcowa, Kocmyrzowska nry parzyste, Makuszyńskiego, Mistrzejowicka, Nad Dłubnią.

## Zakony usługujące w parafii
- Siostry Służebniczki Dębickie